# Pyrgocythara fuscoligata
Pyrgocythara fuscoligata is een slakkensoort uit de familie van de Mangeliidae. De wetenschappelijke naam van de soort is voor het eerst geldig gepubliceerd in 1856 door Carpenter.